# Подлужный, Василий Демьянович
Василий Демьянович Подлужный (27 ноября 1910 — 24 февраля 1966) — генерал-майор технических войск Вооружённых сил СССР, начальник Саратовского училища химических войск в 1960—1966 годах.

## Биография
Родился 27 ноября 1910 года в станице Выселки (нынешний Краснодарский край) в семье крестьянина. Поступил в Краснодарское фабрично-заводское училище в 1926 году, окончил его в 1929 году и устроился работать токарем на заводах Краснодара. Позже переехал в Ленинград, где работал токарем; в 1931 году поступил в политехнический институт.
Призван в РККА в апреле 1932 года по партийной мобилизации, направлен на учёбу в химическую роту Московского пехотного училища. Позже был направлен в Калининскую военно-химическую школу, где проходил обучение до ноября 1934 года. После окончания школы направлен командиром взвода, позже стал начальником химической службы танкового полка 5-й кавалерийской дивизии (Житомир). В 1936 году поступил на командный факультет Военно-химической академии, после окончания академии назначен начальником химической службы бригады в Бердичеве. В феврале 1940 года назначен начальником отделения боевой подготовки химического отдела Московского военного округа.
С начала Великой Отечественной войны и до апреля 1942 года служил помощником начальника химического отдела Южного фронта. С апреля по август того же года — преподаватель специальной тактики Вольского училища химической защиты РККА. В сентябре 1942 года назначен старшим офицером отдела вузов Главного управления химических войск Красной Армии. В октябре 1943 года назначен начальником отделения Высших разведывательных курсов. С февраля 1945 года и до конца войны возглавлял разведгруппы от Главного управления начальника химических войск по разведке территорий, немецких промышленных предприятий и научных учреждений.
В январе 1946 года назначен начальником химической службы 8-й гвардейской армии. В августе 1947 года назначен начальником химической службы 3-й ударной армии (Магдебург). В мае 1949 года назначен старшим инспектором Управления высших учебных заведений МО СССР. С ноября 1951 года — слушатель Военной академии Генерального штаба, окончил её в декабре 1953 года и назначен начальником химических войск Северо-Кавказского военного округа. В ноябре 1957 года назначен начальником Костромского училища химических войск. В феврале 1958 года произведён в генерал-майоры технических войск.
20 сентября 1960 года генерал-майор технических войск Подлужный был назначен начальником Саратовского училища химических войск после того, как были расформированы Костромское училище химических войск и Центральные курсы усовершенствования офицерского состава химических войск. На должности начальника училища занимался созданием курсов по подготовке офицеров запаса и курсов командиров взводов и офицеров химиков для войск ПВО. В 1961 году провёл в Татищево методические сборы с показными занятиями по технике химических войск и разной подготовке. По итогам 1961/1962 учебного года училище было награждено переходящим Красным знаменем по решению Военного совета Приволжского военного округа как лучшее в округе. В 1964 году училище получило участок для создания учебного центра в окрестностях села Рыбное Вольского района, к осени 1965 года там были возведены казармы, столовые, гостиница, склады и автопарк (вступил в строй второй учебный корпус).
24 февраля 1966 года Подлужный освободил должность начальника училища, с апреля 1966 года — начальник командно-инженерного факультета Военной академии химической защиты. В запасе с марта 1969 года. Проживал в Москве.

## Награды
- Орден Красного Знамени (20 апреля 1953)[2]
- Орден Красной Звезды (6 ноября 1947)[2]
- Орден Отечественной войны I степени[1]
- 11 медалей, в том числе:
  - медаль «За боевые заслуги» (3 ноября 1944) — за долголетнюю и безупречную службу в Красной Армии[3]
  - медаль «За взятие Берлина» (9 июня 1945)[2]
  - медаль «За победу над Германией в Великой Отечественной войне 1941—1945 гг.» (9 мая 1945)[4]